# Jorma Härkönen
Jorma Härkönen (Saari, 17 de maio de 1956) é um atleta de corridas de meia distância finlandês aposentado.